# NGC 1006
NGC 1006 (= NGC 1010) è una galassia a spirale situata nella costellazione della Balena, a una distanza di circa 210 milioni di anni luce dalla nostra Via Lattea.

## Scoperta
La galassia è stata scoperta il 21 novembre 1876 dall'astronomo francese Édouard Stephan e venne iscritta nel New General Catalogue con la designazione NGC 1010. Circa dieci anni più tardi, il 29 settembre 1886, la stessa galassia venne osservata e descritta dall'astronomo statunitense Lewis Swift che non si rese conto che si trattava dello stesso oggetto già descritto dal collega francese dieci anni prima. È questa seconda osservazione che è stata inserita nel catalogo NGC con il codice NGC 1006.